# أحمد علي حسين
أحمد علي حسين هو حارس كرة قدم عراقي سابق لعب مع منتخب العراق في نهائيات كأس آسيا 1996. لعب للعراق بين عامي 1986 و1996.
كان الحارس الثالث في نهائيات كأس آسيا 1996.

## روابط خارجية
- نجوم في الذاكرة